# Сборная Уэльса по футболу (до 21 года)
Сборная Уэльса по футболу до 21 года (англ. Wales national under-21 football team) представляет Уэльс на молодёжных турнирах сборных. Ни разу не выходила на чемпионат Европы. Была близка к попаданию на Евро-2009, но в стыковых матчах валлийцы проиграли англичанам с общим счётом 5:4.

## История
Именно с родоначальниками футбола сборная Уэльса провела свой первый матч в истории, который состоялся в Вулвергемптоне, на стадионе «Молинью». Игра прошла 15 декабря 1976 года, но завершилась нулевой ничьей.
Как правило, команда считалась отличным способом для развития молодых валлийских игроков, которые смогли бы поднять сборную Уэльса на новый уровень. Как ни странно, но большинство легендарных игроков старшей сборной почти не играли за молодёжную команду. Райан Гиггз всего один раз сыграл за молодёжную сборную, а на следующий день уже был вызван в главную сборную и дебютировал в игре против немцев.
Официально курс на подготовку резервов для основной сборной взяли Джон Тошак и Брайан Флинн. С 2008 года большую часть сборной Уэльса составляют игроки из молодёжного состава. Несмотря на неудачные выступления в основной сборной, в молодёжной команде валлийцы добиваются относительных успехов: были одержаны крупные победы над эстонцами (5:1), северными ирландцами (4:0) и французами (4:2).